# Calle Dieciocho

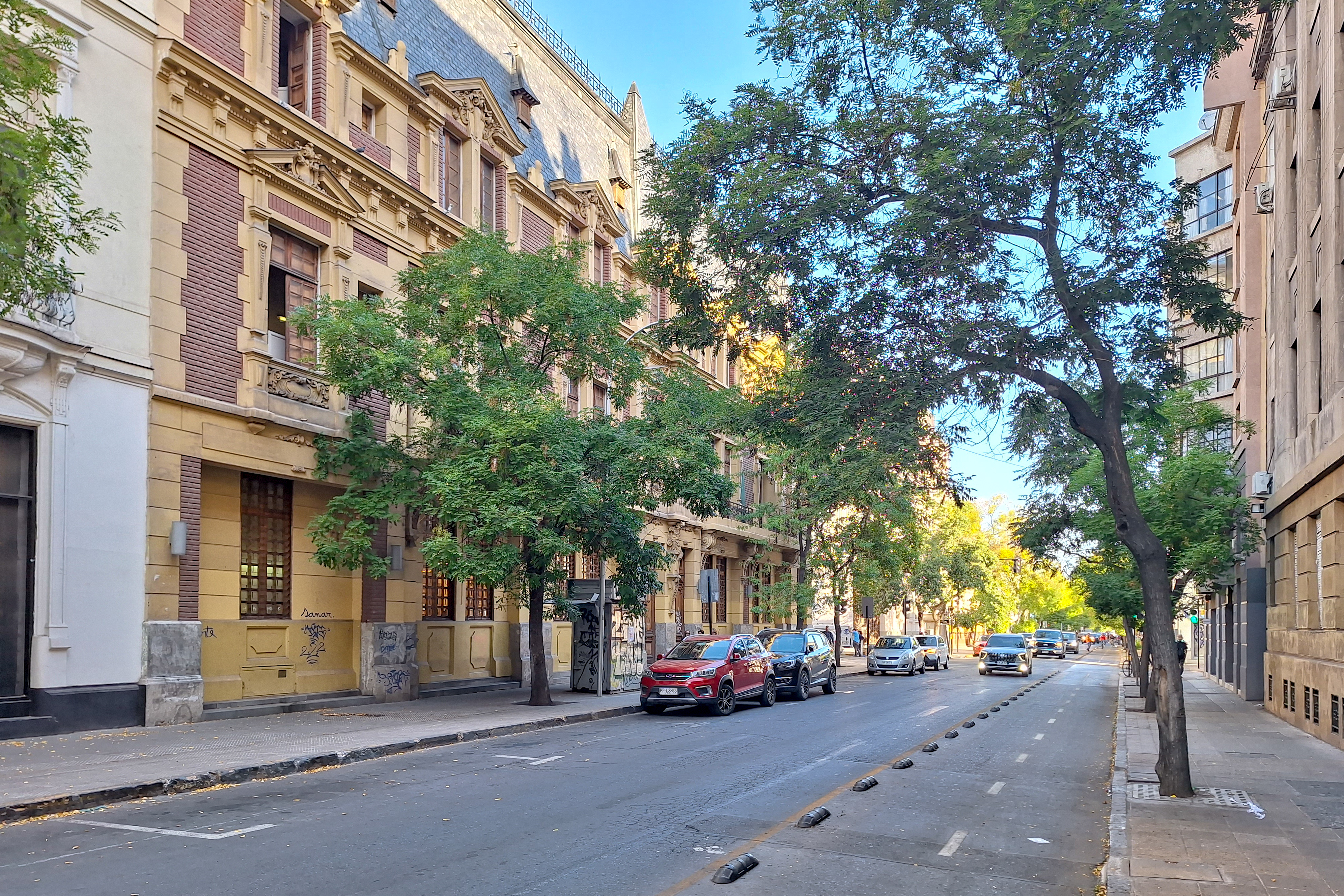
Vista de la calle Dieciocho hacia el sur.

La calle Dieciocho es una arteria vial en la enclavada en la comuna de Santiago de Chile en el barrio del mismo nombre, que conforma una expresión acabada de la arquitectura de finales del siglo XIX y principios del XX.
Alrededor de 1850, una vez finalizados los tajamares del río Mapocho que permiten que la Cañada se transforme en la Alameda de Las Delicias, comienza la urbanización de las tierras agrícolas situadas al sur de esta avenida. La burguesía de la época miraba a París como el modelo a imitar, y ello se expresa con claridad en la ampliación urbana, que abandona la casa solariega de patios por el Petit Palais.
La calle Dieciocho es trazada en esa época para unir la Alameda con el Campo de Marte (hoy Parque O'Higgins) y recibe su nombre en homenaje a la constitución de la Primera Junta de Gobierno (18 de septiembre de 1810), transformándose en la principal vía de acceso al nuevo parque.
La ampliación de la ciudad al sur de la Alameda alcanza un auge impensado. En un año (1872-1873) se conceden en Santiago 448 permisos de edificación; la Iglesia de San Ignacio es erigida entre los años 1867 y 1872; en 1871 se inicia la construcción del Palacio Cousiño; en 1876 se pavimenta su calzada con adoquines de madera, y en 1908 se construye el Palacio Íñiguez, diseñado por los arquitectos Alberto Cruz Montt y Ricardo Larraín Bravo. Este palacio sufrió daños menores durante el terremoto del 27 de febrero de 2010.
En 1983, el barrio fue declarado Zona Típica con el fin de proteger la gran variedad arquitectónica del sector. Actualmente, en la calle existe un nutrido comercio, además de algunas instituciones de educación superior y el Instituto Geográfico Militar.
Otros inmuebles de interés ubicados en Dieciocho son los palacios Ariztía, nueva casa central en proceso de remodelación de la Universidad Tecnológica Metropolitana, el Errázuriz, actual sede de la Embajada de Brasil, el Irarrázabal, donde funciona el Círculo Español, el Astoreca, que acoge a las oficinas del Colegio de Contadores, la Biblioteca Pública N.º 4, obra de Raúl Prieto remodelada en 1909 por Alberto Cruz Montt; la casa Dieciocho 190, obra de Josué Smith Solar en la que funciona un centro de eventos. También, se encuentra la Residencia Universitaria Cardenal Caro (RUCC), que acoge estudiantes de diversas regiones del país en su paso por la educación superior desde hace ya más de 100 años.
El Palacio Cousiño (incluyendo los jardines), y la Iglesia de San Ignacio fueron declarados Monumentos Históricos.
El periodista Miguel Alvarado Natali publicó en 2001 la novela política Calle Dieciocho, centrada en un grupo de jóvenes que cursan su último año escolar, que tendrán que lidiar con una serie de conflictos y prejuicios que van desde lo amoroso a lo político.